# Miroslav Motejlek
Miroslav Motejlek (* 21. dubna 1969) je český ekonomický publicista, autor žebříčku nejbohatších Čechů a Slováků, jednatel a spolumajitel internetového projektu motejlekskocdopole.com. Hovoří se o něm jako o průkopníkovi placeného internetového zpravodajství v České republice.
Vystudoval ekonomii na UK v Praze. Poté začal podnikat se svým čínským spolubydlícím z vysokoškolských kolejí v oblasti dovozu textilu z Asie, následně působil jako finanční ředitel ve strojírenské společnosti KÖGEL. Svoji publicistickou dráhu začal v roce 1997 v Lidových novinách, kde působil tři roky jako ekonomický reportér. Od roku 2000 zastával osm let pozici vedoucího ekonomické rubriky časopisu Týden. Post opustil v roce 2008 po neshodách s majitelem Týdne, podnikatelem Sebastianem Pawlowskim, a se stal vedoucím týmu reportérů v Českém rozhlase. Odtud v dubnu 2010 odešel a začal se naplno věnovat svému internetovému projektu zpravodajských stránek motejlek.com, jehož čtenáře bylo možné najít po celém světě. Na provozování tohoto projektu v květnu 2010 založil motejlek.com, s.r.o. a stal se jediným jednatelem a společníkem této společnosti. V říjnu 2010 prodal 25 % podíl podnikateli Ondřeji Tomkovi, jednomu ze zakladatelů portálu Centrum.cz. V říjnu 2011 svůj podíl navýšil na 34 %. V letech 1997–2006 byl jednatelem a společníkem ve společnosti MODITEX, spol. s r.o., která v roce 2006 zanikla z důvodu zamítnutí návrhu na prohlášení konkurzu pro nedostatek majetku.
Na své působení v televizi Z1, kde měl svůj pořad Velký byznys Miroslava Motejlka, navázal jeho vlastní motejlek.tv, kde jeho hosty byli například Pavol Krúpa, Michal Miťka, Patrik Tkáč, Andrej Babiš, Daniel Křetínský, Luděk Sekyra, Josef Lébr, Jiří Krušina a další.
Lidmi z byznysu je uznáván i kvůli tomu, že je vystudovaný ekonom a díky svým kontaktům získává informace dříve než konkurence, věci pojmenovává přímo a píše i o tématech a skutečnostech, o kterých se sice potichu mluví, ale jiné redakce je nezveřejňují.
K 30. dubnu 2016 opustili Miroslav Motejlek a jeho kolega Petr Skočdopole projekt motejlek.com a podle stručného vyjádření na webu založili nový projekt. Důvodem tohoto kroku byly dlouhodobé spory s Ondřejem Tomkem, který ve společnosti motejlek.com s.r.o. vlastnil minoritní podíl.
Dne 28. června 2021 pražský městský soud pravomocně rozhodl o milionové pokutě, kterou Miroslavu Motejlkovi v roce 2016 uložila ČNB za to, že manipuloval s kurzem veřejně obchodovaných akcií telekomunikační firmy O2.